# ユッカマウンテン放射性廃棄物処分場

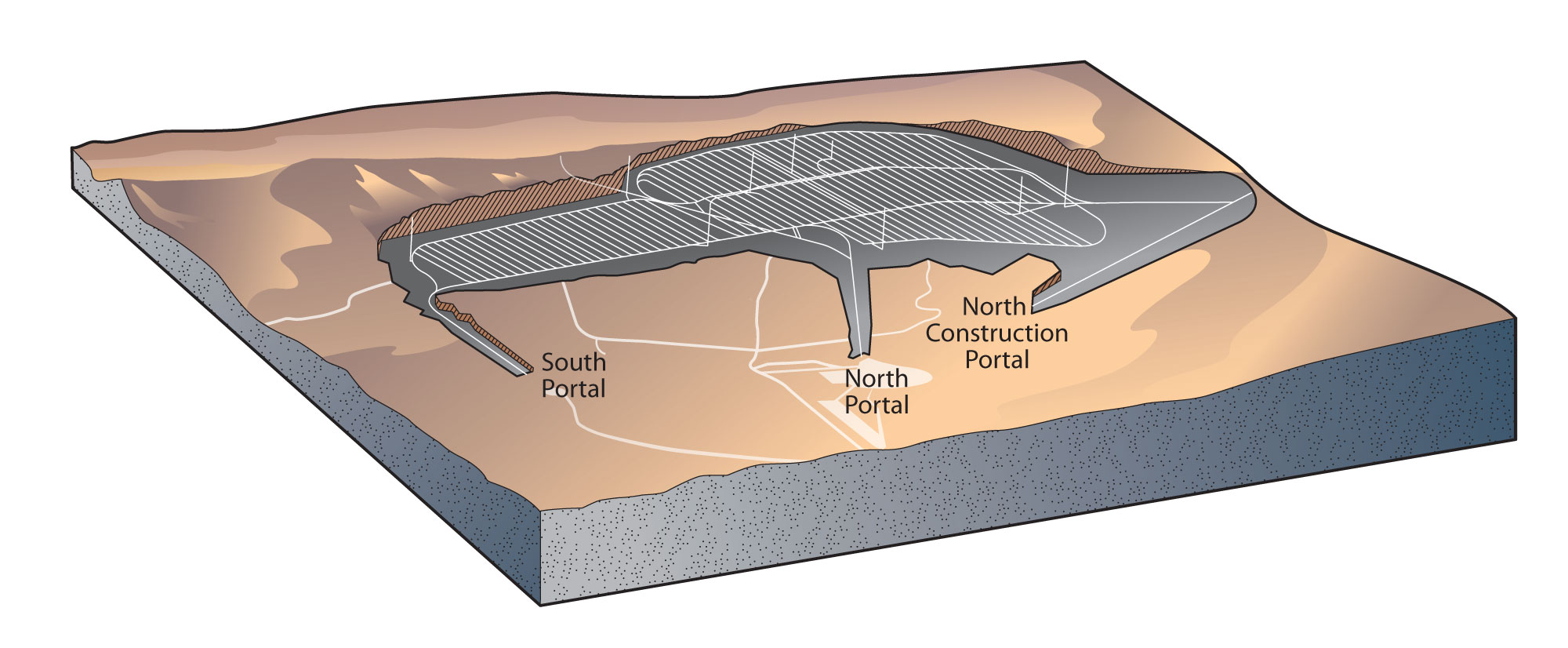
計画図

ユッカマウンテン放射性廃棄物処分場（ユッカマウンテンほうしゃせいはいきぶつしょぶんじょう、英語:  Yucca Mountain nuclear waste repository は、アメリカ合衆国ネバダ州ユッカマウンテン（en:Yucca Mountain）に計画されていた、高レベル放射性廃棄物の埋設処分施設である。

## 概要
ユッカマウンテンはラスベガスの北西約160kmに位置する、砂漠地帯の凝灰岩質の土地である。ナイ郡 (ネバダ州)に属する連邦政府所有地であり、ネバダ核実験場の南西部に隣接している。
この地が1987年に高レベル放射性廃棄物処分場の唯一の候補地と決定されて以来、約90億ドルの費用をかけて建設が進められてきたが、2009年、バラク・オバマ政権は計画中止を決定。これにより同国の使用済み核燃料の最終的な行き場所のあてがなくなり、さまざまな代替案が検討されている。